# 尾崎白山神社
尾崎白山神社（おさきはくさんじんじゃ）は、岐阜県下呂市萩原町（益田郡萩原町）にある神社（白山神社）。

## 概要
益田郡尾崎村（現・下呂市萩原町尾崎）の総社である。川西村誌（1931年発行）での記述での名は白山神社のため、尾崎白山神社への改称は戦後と推測される。
創建時期は不詳。1872年（明治5年）村社となる。1898年（明治31年）に本殿を神明造に改築。
1902年（明治35年）に愛知県海東郡津島町（現・津島市）の津島神社（建速須佐男命）の分霊、及び静岡県周智郡犬居村（現・浜松市天竜区）の秋葉山本宮秋葉神社（火具土神）の分霊を勧請する。1908年（明治41年）に近隣の神社（山之神社、稲荷神社）を合祀する。
1942年（昭和17年）、本殿（流造）、幣殿、神楽殿等を新築、拝殿を移転。
1948年（昭和23年）に岐阜県神社庁より銀幣社の指定を受ける。

## 主祭神
- 伊邪那岐命
- 伊邪那美命
- 菊理姫命
- 大山津見命
- 倉稲魂命
- 建速須佐男命
- 火具土神

## 境内社祭神
- 英霊